# Premi Platino al millor guió
El Premi Platino al millor guió és lliurat anualment al guionista o guionistes d'una pel·lícula iberoamericana per la Entitat de Gestió de Drets dels Productors Audiovisuals (EGEDA), la Federació Iberoamericana de Productors Cinematogràfics i Audiovisuals (FIPCA) i les acadèmies de cinema iberoamericanes. Poden optar per a aquesta categoria, "l'autor o els autors del guió original o del guió basat en qualsevol obra preexistent, de les pel·lícules de ficció i animació candidates als Premis PLATINO que compleixin les presents bases"".

## Premis i nominacione
Indica el guanyador o guanyadora en cada edició.

### 2010s
| Edició                              | Pel·lícula                           | Guionista(s)                                         | Ref.   |
| ----------------------------------- | ------------------------------------ | ---------------------------------------------------- | ------ |
| 2014 I edició dels Premis Platino   | Gloria                               | Sebastián Lelio, Gonzalo Maza                        | [ 2 ]  |
| 2014 I edició dels Premis Platino   | La gran familia española             | Daniel Sánchez Arévalo                               | [ 3 ]  |
| 2014 I edició dels Premis Platino   | Vivir es fácil con los ojos cerrados | David Trueba                                         | [ 3 ]  |
| 2014 I edició dels Premis Platino   | Wakolda                              | Lucía Puenzo                                         | [ 3 ]  |
| 2015 II edició dels Premis Platino  | Relatos salvajes                     | Damián Szifron                                       | [ 4 ]  |
| 2015 II edició dels Premis Platino  | Conducta                             | Ernesto Daranas                                      | [ 5 ]  |
| 2015 II edició dels Premis Platino  | La isla mínima                       | Rafael Cobos, Alberto Rodríguez Librero              | [ 5 ]  |
| 2015 II edició dels Premis Platino  | Mr. Kaplan                           | Álvaro Brechner                                      | [ 5 ]  |
| 2015 II edició dels Premis Platino  | Pelo malo                            | Mariana Rondón                                       | [ 5 ]  |
| 2016 III edició dels Premis Platino | El club                              | Guillermo Calderón, Pablo Larraín, Daniel Villalobos | [ 6 ]  |
| 2016 III edició dels Premis Platino | El abrazo de la serpiente            | Ciro Guerra, Jacques Toulemonde                      | [ 7 ]  |
| 2016 III edició dels Premis Platino | Ixcanul                              | Jayro Bustamante                                     | [ 7 ]  |
| 2016 III edició dels Premis Platino | Magallanes                           | Salvador del Solar                                   | [ 7 ]  |
| 2016 III edició dels Premis Platino | Truman                               | Tomàs Aragay, Cesc Gay                               | [ 7 ]  |
| 2017 IV edició dels Premis Platino  | El ciudadano ilustre                 | Andrés Duprat                                        | [ 8 ]  |
| 2017 IV edició dels Premis Platino  | El acompañante                       | Alejandro Brujes, Pierre Edelman, Pavel Giroud       | [ 9 ]  |
| 2017 IV edició dels Premis Platino  | El hombre de las mil caras           | Rafael Cobos, Alberto Rodríguez Librero              | [ 9 ]  |
| 2017 IV edició dels Premis Platino  | La delgada línea amarilla            | Celso García                                         | [ 9 ]  |
| 2017 IV edició dels Premis Platino  | Neruda                               | Guillermo Calderón                                   | [ 9 ]  |
| 2018 V edició dels Premis Platino   | Una mujer fantástica                 | Sebastián Lelio, Gonzalo Maza                        | [ 10 ] |
| 2018 V edició dels Premis Platino   | La llibreria                         | Isabel Coixet                                        | [ 11 ] |
| 2018 V edició dels Premis Platino   | Últimos días en La Habana            | Fernando Pérez, Abel Rodríguez                       | [ 11 ] |
| 2018 V edició dels Premis Platino   | Estiu 1993                           | Carla Simón                                          | [ 11 ] |
| 2018 V edició dels Premis Platino   | Zama                                 | Lucrecia Martel                                      | [ 11 ] |
| 2019 VI edició dels Premis Platino  | Roma                                 | Alfonso Cuarón                                       | [ 12 ] |
| 2019 VI edició dels Premis Platino  | Campeones                            | Javier Fesser, David Marqués                         | [ 13 ] |
| 2019 VI edició dels Premis Platino  | La noche de 12 años                  | Álvaro Brechner                                      | [ 13 ] |
| 2019 VI edició dels Premis Platino  | Las herederas                        | Marcelo Martinessi                                   | [ 13 ] |

### 2020s
| Edició                               | Pel·lícula              | Guionista(s)                                 | Ref.   |
| ------------------------------------ | ----------------------- | -------------------------------------------- | ------ |
| 2020 VII edició dels Premis Platino  | Dolor y gloria          | Pedro Almodóvar                              | [ 14 ] |
| 2020 VII edició dels Premis Platino  | A Vida Invisível        | Murilo Hauser, Inés Bortagaray, Karim Aïnouz | [ 15 ] |
| 2020 VII edició dels Premis Platino  | La trinchera infinita   | Jose Mari Goenaga, Luiso Berdejo             | [ 15 ] |
| 2020 VII edició dels Premis Platino  | Mientras dure la guerra | Alejandro Amenábar, Alejandro Hernández      | [ 15 ] |
| 2021 VIII edició dels Premis Platino | El olvido que seremos   | David Trueba                                 | [ 16 ] |
| 2021 VIII edició dels Premis Platino | La Llorona              | Jayro Bustamante i Lisandro Sánchez          | [ 17 ] |
| 2021 VIII edició dels Premis Platino | Las niñas               | Pilar Palomero                               | [ 17 ] |
| 2021 VIII edició dels Premis Platino | Crímenes de familia     | Pablo Del Teso i Sebastián Schindel          | [ 17 ] |
| 2022 IX edició dels Premis Platino   | El buen patrón          | Fernando León de Aranoa                      | [ 18 ] |
| 2022 IX edició dels Premis Platino   | Plaza Catedral          | Abner Benaim                                 | [ 19 ] |
| 2022 IX edició dels Premis Platino   | Deserto Particular      | Aly Muritiba                                 | [ 19 ] |
| 2022 IX edició dels Premis Platino   | Maixabel                | Icíar Bollaín, Isa Campo                     | [ 19 ] |